# Hans Hass
Hans Hass (Viena, 23 de enero de 1919 - Viena, 16 de junio de 2013) fue un zoólogo austríaco y pionero del buceo con escafandra autónoma y de la filmación de documentales submarinos. Hass fue el primer realizador de cine que filmó y estrenó comercialmente un documental subacuático. Posteriormente, ha dedicado su esfuerzo a la teoría energon y a diversas causas medioambientales.

## Primeros años
La relación de Hans Hass con el mundo del buceo se inició en 1937, a partir de un viaje que realizó a la Costa Azul francesa. Durante aquella estancia practicó la pesca submarina en apnea, a la que siguió la fotografía subacuática. Posteriormente, realizó un viaje al Caribe donde continuó practicando el buceo. Aquellas experiencias le decidieron a abandonar sus estudios universitarios de Derecho, e iniciar los de Biología, obteniendo su licenciatura en 1943.
Sus primeras experiencias de buceo autónomo fueron con equipos de circuito cerrado que la firma alemana Dräger diseñó para él. En 1939 Hass filmó el primer documental subacuático de la historia. Esta experiencia pionera titulada “Pirsch unter Wasser” (Fisgando bajo el agua) se rodó en las aguas caribeñas de la isla de Curaçao, y en el Mar Adriático
. la Universum Film AG (UFA) estrenó este cortometraje de 16 minutos en los cines en 1940. En 1942 filmó en Creta y en el Mar Egeo un documental de 84 minutos titulado “Menschen unter Haien” (Humanos entre tiburones), que fue estrenado internacionalmente tras la Segunda Guerra Mundial, en 1948.

## La Segunda Guerra Mundial
Debido a sus habilidades como buceador fue alistado en la Wehrmacht y asignado al batallón denominado “Combatientes del Mar“, cuyos miembros solían denominarse a sí mismos como "los primeros hombres-rana alemanes". La unidad fue fundada en 1943 como parte de la inteligencia militar. En 1944 ya era una de las más importantes unidades especiales de la Kriegsmarine denominadas “Kleinkampfverband“. La misión principal de su unidad era la exploración de las instalaciones portuarias enemigas, y las acciones de sabotaje contra los buques de guerra enemigos fondeados.
El origen, el equipo y la formación de esta legendaria unidad especial, así como su situación en la estructura de mando de la Wehrmacht están sólo fragmentariamente documentada hasta el día de hoy. La razón principal es que los documentos correspondientes fueron casi totalmente destruidos durante la guerra. Además, muchos de los veteranos que aún viven, como el propio Hans Hass, se sienten obligados por el juramento de secreto que hicieron en su momento.

## Postguerra
Una vez finalizada la contienda mundial, Hass filmó en 1950 el documental “Abenteuer im Roten Meer” (Aventura en el Mar Rojo) que fue galardonado con el primer premio como mejor documental en el Festival de cine de Venecia de 1951-, en este mismo año compra el Yate de vela Xarifa. y “Unternehmen Xarifa”(1954) filmado en diversas localizaciones del Caribe, Islas de Cocos y Galápagos. De hecho, “Unternehmen Xarifa” fue la primera película alemana filmada en technicolor.
Tras realizar expediciones en África oriental y el Sur de Asia, en 1959 realizó su primera serie documental para la televisión. En 1961 filmó sus primeros documentales sobre fauna terrestre. Esta actividad tuvo su continuidad en diversos estudios sobre el comportamiento animal, que desembocaron en la teoría energon entre 1963 y 1966.
En la década de 1970 sus intereses derivaron hacia diversos temas ambientales, y fue nombrado catedrático de la Universidad de Viena.

## Publicaciones
- 4 documentales cinematográficos
- alrededor de 70 documentales para televisión
- Más de 25 libros, entre ellos:
  - 1939: Jagd unter Wasser mit Harpune und Kamera
  - 1941: Unter Korallen und Haien
  - 1942: Fotojagd am Meeresgrund
  - 1947: Drei Jäger auf dem Meeresgrund
  - 1949: Menschen und Haie
  - 1952: Manta, Teufel im Roten Meer
  - 1954: Ich fotografierte in den 7 Meeren
  - 1957: Wir kommen aus dem Meer
  - 1958: Fische und Korallen
  - 1961: Expedition ins Unbekannte
  - 1968: Wir Menschen. Das Geheimnis unseres Verhaltens
  - 1970: Energon: Das verborgene Geheimnis
  - 1971: In unberührten Tiefe. Die Bezwingung der tropischen Meere.
  - 1972: Vorstoss in die Tiefe. Ein Magazin über Abenteuer bei der Erforschung der Meere.
  - 1973: Welt unter Wasser. Der abenteuerliche Vorstoss des Menschen ins Meer.
  - 1976: Eroberung der Tiefe. Das Meer - seine Geheimnisse, seine Gefahren, seine Erforschung.
  - 1976: Der Hans-Hass-Tauchführer. Das Mittelmeer. Ein Ratgeber für Sporttaucher und Schnorchler.
  - 1977: Der Hai. Legende eines Mörders.
  - 1978: Die Schöpfung geht weiter. Station Mensch im Strom des Lebens.
  - 1979: Wie der Fisch zum Menschen wurde. Die faszinierende Entwicklungsgeschichte unseres Körpers.
  - 1980: Im Roten Meer. Wiederkehr nach 30 Jahren.
  - 1985: Stadt und Lebensqualität.
  - 1986: Abenteuer unter Wasser. Meine Erlebnisse und Forschungen im Meer.
  - 1987: Der Ball und die Rose
  - 1988: Der Hai im Management. Instinkte steuern und kontrollieren.
  - 1991: Vorstoss in unbekannte Meere
  - 1994: Die Hyperzeller. Das neue Menschenbild der Evolution.
  - 1996: Aus der Pionierzeit des Tauchens. In unberührte Tiefen.
  - 2004: Erinnerungen und Abenteuer.